# ماخاداس
بلدية ماخاداس (بالإسبانية: Majadas)‏، هي بلدية تقع في مقاطعة قصرش والتي تقع في منطقة إكستريمادورا، غرب إسبانيا.
يبلغ عدد سكانها 1.209 نسمة وفقاً لإحصائية سنة (2002).